# Creepshow (singolo Kerli)
Creepshow è il terzo singolo e secondo ufficiale in Europa, pubblicato il 18 novembre 2008, della cantante estone Kerli, estratto dal suo album d'esordio, Love Is Dead. La canzone è stata utilizzata per la promozione della serie televisiva Fringe.

## Il video
Il video realizzato per il singolo, il terzo in ordine cronologico, diretto da Daniel Müntinen e Jaagup Metsalu, ha per protagonisti personaggi animati.

## Classifiche
| Classifica (2008)     | Posizione più alta |
| --------------------- | ------------------ |
| Estonia Singles Chart | 15                 |
| European Hot 100      | 42                 |